# Förderpreis Neue Ausdrucksformen Bildende Kunst der Landeshauptstadt München
Der Förderpreis Neue Ausdrucksformen im Bereich Bildende Kunst der Landeshauptstadt München wurde von 1986 bis 1999 zur Förderung von Einzelprojekten im Bereich neuer Ausdrucksformen der bildenden Kunst verliehen.
Als Preisträger kamen nur Künstler in Betracht, die ihren Wohnsitz innerhalb des S-Bahn-Bereichs München hatten. Eine Eigenbewerbung war nicht möglich. Vorschlagsrecht hatte eine vom Stadtrat jährlich neu einberufene Kommission, die aus Fachjuroren und dem Vorpreisträger bzw. den Vorpreisträgern bestand. Zeitweise gab es zwei Stipendien.
Mit Reformbeschluss KA 30. September 1999 wurde der Preis ab 1999 abgeschafft. Anstelle dessen gab es im Jahr 2001 das Projektstipendium Junge Kunst und Neue Medien.

## Preisträger
- 1986: Rabe Perplexum
- 1987: Peter Becker
- 1988: Wolfgang Flatz und Verena Kraft
- 1989: Nina Hoffmann und Angelika Thomas
- 1990: Ulrike Kaiser und Silvia Kirchhof
- 1991: Kurt Petz
- 1992: Roswitha Freitag
- 1993: Aribert von Ostrowski
- 1994: Josef Zehrer
- 1995: Hans-Peter Porzner
- 1996: Christoph Unger
- 1997: Juryvorschlag „Die Freie Klasse München“ wurde nicht ausgereicht.
- 1998: Team Ingo Vetter und Annette Weisser
- 1999: Walter Siegfried